# Eumorphus quadriguttatus andamanensis
Eumorphus quadriguttatus andamanensis es una especie de coleóptero de la familia Endomychidae.

## Distribución geográfica
Habita en las islas Andaman y Nicobar.